# 泉西郵便局
泉西郵便局（いずみにしゆうびんきょく）は宮城県仙台市泉区にある郵便局である。民営化以前の分類では集配普通郵便局であった。

## 概要
住所：〒981-3299　宮城県仙台市泉区寺岡6-8-1
- 宮城県道263号線側（北側）の壁に絵画のギャラリーがある。

## 沿革
- 1880年（明治13年）11月15日 - 根白石（ねのしろいし）郵便局（五等）として開設[1]。
- 1885年（明治18年）10月1日 - 貯金取扱を開始。
- 1928年（昭和3年）3月11日 - 電話通話事務を開始[2]。
- 1935年（昭和10年）2月1日 - 電信事務を開始[3]。
- 1973年（昭和48年）2月21日 - 電話交換業務を仙台電話局に移管[4]。
- 1992年（平成4年）11月24日 - 泉区根白石から同区寺岡六丁目へ移転するとともに、泉西郵便局に改称[5]。同日、泉郵便局より集配業務の一部を移管[6]。
- 1994年（平成6年）3月28日 - 特定郵便局から普通郵便局に局種別改定。
- 1999年（平成11年） - 外国通貨の両替および旅行小切手の売買に関する業務取扱を開始。
- 2007年（平成19年）10月1日 - 民営化に伴い、併設された郵便事業泉西支店に一部業務を移管。
- 2012年（平成24年）10月1日 - 日本郵便株式会社発足に伴い、郵便事業泉西支店を泉西郵便局に統合。
- 2015年（平成27年）7月13日 - 杜の都プレミアム商品券の販売窓口の1つとなる[7]。

## 取扱内容
- 郵便、印紙、ゆうパック、内容証明
- 貯金、為替、振替、振込、国際送金、外貨両替、国債、投資信託
- 生命保険、バイク自賠責保険、自動車保険
- ゆうちょ銀行ATM
- 仙台市泉区内の一部地域および黒川郡大和町学苑（〒981-32xx）の集配業務
- ゆうゆう窓口

## 周辺
- 泉パークタウン
- 宮城県図書館
- 宮城大学
- 仙台白百合学園中学校・高等学校
- 仙台泉プレミアム・アウトレット
- JCHO仙台病院

## アクセス
- 宮城交通バス 宮城県図書館入口停留所もしくは白百合学園前停留所下車
- 東北自動車道 泉ICから西へ約5km、泉PAスマートICから北西へ約3km
- 駐車場あり：31台